# Брахмастра
Брахмастра (санскр. ब्रह्मास्त्र, Brahmāstra IAST «Зброя Брахми») - зброя, що описується в Пуранах, «Махабхараті» і «Рамаяні». Брахмастру іноді порівнюють із сучасною ядерною зброєю.  Згідно з описами - це найпотужніша і найсмертоносніша з усіх існуючих видів зброї. Брахмастру неможливо відбити або захиститися від її руйнівної сили. Ця дуже точна зброя завжди влучає і повністю знищує свою ціль. Брахмастра може використовуватися як з метою ураження однієї людини, так і всієї ворожої армії. Говориться, що брахмастра активується за допомогою особливої медитації на творця всесвіту Брахму і може використовуватися тільки один раз у житті. Для того, щоб привести брахмастру в дію, необхідно досягти високого рівня розумового зосередження. Оскільки Брахма є творцем всесвіту і першою живою істотою, що отримала ведичні знання, брахмастра була створена ним з метою захищати принципи дхарми і зі здатністю знищити будь-яку живу істоту у всесвіті. Описується, що застосування брахмастри приводить до величезних руйнацій. Весь рослинний і тваринний світ у радіусі дії брахмастри вимирає, жінки і чоловіки стають безплідними. Настає жорстока посуха і в засохлій землі з'являються великі тріщини. 
У «Махабхараті» брахмастра використовується в поєдинку між Арджуною і Ашваттхамою. Ашваттхама, опинившись беззбройним перед Арджуною, бере з землі соломинку, вимовляє спеціальні мантри, приводить в дію брахмастру і направляє її проти Арджуни. Щоб відбити удар супротивника, Арджуна також активізує брахмастру. Проте зіткнення двох брахмастр здатне зруйнувати весь світ і Арджуна зупиняє свою брахмастру. Ашваттхама, однак, не знає, як зробити це і посилає брахмастру проти онука Арджуни Парікшит, який усе ще перебуває в утробі своєї матері. На допомогу приходить Крішна і рятує немовля від вірної смерті. 
У «Рамаяні» брахмастра використовується Рамою для завдавання останнього удару в поєдинку з Раваною. Брахмастра також використовувалася Індраджітом проти Хануману.